# Els Omellons
Els Omellons település Spanyolországban, Lleida tartományban. Els Omellons Maldà, L'Espluga Calba, Vinaixa, La Floresta és Arbeca községekkel határos. Lakosainak száma 190 fő (2024).

## Népesség
A település népessége az utóbbi években az alábbiak szerint változott:
| Lakosok száma | 126  | 513  | 420  | 363  | 280  | 260  | 254  | 232  | 211  | 190  |
|               | 1717 | 1900 | 1940 | 1960 | 1986 | 2005 | 2010 | 2014 | 2019 | 2024 |